# Telmatobius halli
Telmatobius halli és una espècie de granota de la família dels telmatòbids. Viu a altituds d'entre 2.000 i 3.400 msnm a Ollagüe (extrem nord de Xile) i, possiblement, les parts adjacents de Bolívia. Habita les fonts termals. Es desconeix si hi ha cap amenaça significativa per a la supervivència d'aquesta espècie. Fou anomenada en honor de Frank Gregory Hall, expert en els efectes de l'altitud sobre el cos humà.